# Dalfazer Wasserfall
Der Dalfazer Wasserfall befindet sich am Achensee im österreichischen Bundesland Tirol. Mit 60 Metern ist er der höchste Wasserfall im Rofangebirge und gilt als eine der Touristenattraktionen der Gemeinde Eben am Achensee. Zu erreichen ist er über den Wanderweg von der Ebener Ortslage Buchau zur Dalfazalm, die Gehzeit beträgt etwa 45 Minuten.
Im Jahr 2007 errichtete der Tourismusverbund Maurach gemeinsam mit der Gemeinde Eben am Achensee eine hölzerne Aussichtsplattform unterhalb des Wasserfalls.

## Klettersteig Buchau
Unmittelbar neben dem Dalfazer Wasserfall erbaute Stefan Wierer, der zuvor bereits an der Einrichtung des 5-Gipfel-Klettersteigs im Rofangebirge beteiligt war, im Jahr 2011 den Klettersteig Buchau. Dieser Klettersteig hat eine Länge von etwa 150 Metern und gilt mit der Schwierigkeitsstufe D als sehr schwierig.